# Massacro della Zong
Il massacro della Zong fu l'uccisione di massa di 142 schiavi africani da parte dell'equipaggio della nave negriera Zong nei giorni successivi al 29 novembre 1781. La Zong era di proprietà di un gruppo di commercianti di schiavi di Liverpool che aveva stipulato un'assicurazione sulla loro vita; quando la nave si trovò in acque basse per colpa di alcuni errori nella navigazione, l'equipaggio iniziò a gettare in mare alcuni schiavi: i proprietari della Zong fecero quindi istanza di rimborso presso l'assicurazione per la perdita e, quando gli assicuratori si rifiutarono di pagare, il risultante dibattito giudiziario dapprima sostenne che, in alcune circostanze, l'uccisione deliberata di schiavi era una pratica legale e che quindi gli assicuratori sarebbero stati tenuti a risarcire i commercianti.
Le audizioni processuali portarono il caso all'attenzione del movimento contro la schiavitù dell'attivista Granville Sharp che tentò, senza successo, di far perseguire l'equipaggio della nave per omicidio. I racconti del massacro stimolarono il nascente movimento abolizionista e divennero il simbolo degli orrori della tratta atlantica degli schiavi africani verso il Nuovo Mondo. Il massacro ispirò anche diverse opere d'arte e letterarie e fu commemorato nel 2007 in occasione del bicentenario dell'abolizione da parte della Gran Bretagna del commercio degli schiavi.

## LaZong
La nave Zong era stata originariamente chiamata Zorg (che in olandese significa "cura") dai proprietari, la Middelburgsche Commercie Compagnie. La Zong era una "nave a poppa quadrata" di 110 tonnellate di peso, e operava come nave negriera con sede a Middelburg, facendo il suo viaggio inaugurale per la costa del Suriname nel 1777. Catturata il 10 febbraio 1781 da una nave britannica a 6 cannoni, la Alert, nell'ambito degli eventi della quarta guerra anglo-olandese, il 26 febbraio la Zong fece il suo arrivo al Cape Coast Castle nel moderno Ghana.
Nei primi giorni del marzo 1781 la Zong fu acquistata dal comandante della nave William per conto di un consorzio di commercianti di Liverpool; i membri del gruppo erano Edward Wilson, George Case, James Aspinall e William, James e John Gregson. William Gregson aveva gestito 50 viaggi di schiavi tra il 1747 e il 1780 ed era stato sindaco di Liverpool nel 1762: in tutta la sua vita, le navi in cui aveva avuto una partecipazione finanziaria avevano prelevato 58.201 persone dall'Africa.
La Zong era stata pagata per mezzo di cambiali e i 224 schiavi già a bordo facevano parte della transazione. La nave fu assicurata solo dopo che aveva iniziato il suo viaggio: la compagnia di Liverpool che se ne era occupata aveva assicurato la nave e gli schiavi per un massimale di 8.000 £, circa metà del potenziale valore di mercato degli schiavi. Il rischio residuo era a carico dei proprietari.

### Equipaggio
La Zong era il primo comando di Luke Collingwood, l'ex chirurgo di bordo della William. Mentre Collingwood mancava di esperienza sia nella navigazione che nel comando, come medico di bordo veniva coinvolto nella scelta degli schiavi da acquistare in Africa, sapendo che coloro che venivano rifiutati potevano essere uccisi; talvolta questi omicidi avvenivano alla presenza dello stesso chirurgo, ed è quindi probabile che Collingwood avesse già assistito a uccisione di massa degli schiavi e, come ha commentato lo storico Jeremy Krikler, ciò può averlo preparato psicologicamente a partecipare alla strage poi avvenuta sulla Zong. Il primo ufficiale della Zong era James Kelsall, anch'esso precedentemente a bordo della William; l'unico passeggero della nave, Robert Stubbs, era l'ex governatore di Anomabu, una fortezza britannica nei pressi di Cape Coast Castle, che era stato costretto a lasciare la posizione dopo nove mesi. Le dichiarazioni dei testimoni raccolte dalla commissione africana lo accusavano di essere un alcolista semianalfabeta che mal gestiva le attività commerciali di schiavi presso la fortezza.
La Zong possedeva un equipaggio di 17 uomini quando lasciò l'Africa, un numero troppo piccolo per mantenere adeguate condizioni igienico-sanitarie a bordo. Marinai disposti a rischiare di contrarre malattie e di gestire ribellioni di schiavi sulle navi negriere erano difficili da reclutare in Gran Bretagna, ed erano ancora più difficili da reclutare per formare un equipaggio di una nave catturata agli olandesi al largo delle coste dell'Africa. La Zong era quindi gestita dai rimanenti del precedente equipaggio olandese, da alcuni reduci dell'equipaggio della William e da marinai disoccupati provenienti dagli insediamenti lungo la costa africana.

## IlMiddle Passage

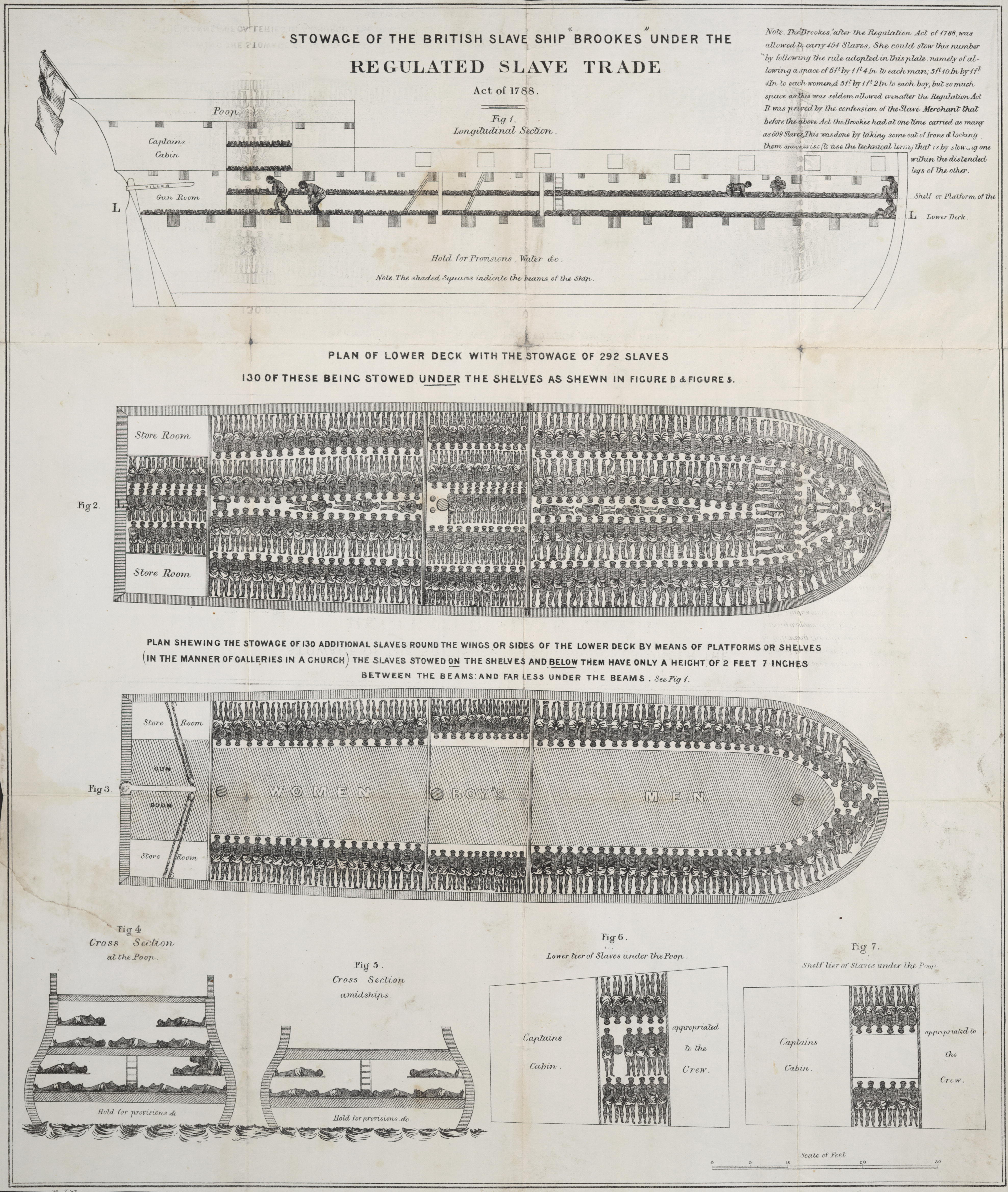
Planimetria della nave negriera Brookes, capace di trasportare 454 schiavi. Prima dello Slave Trade Act del 1788, il Brookes era in grado di trasportare 609 schiavi con le sue 267 tonnellate di peso, con un rapporto di 2.3 schiavi per tonnellata. La Zong imbarcò 442 schiavi ed era di 110 tonnellate, quindi con 4 schiavi per tonnellata.

La Zong aveva imbarcato più schiavi di quelli che avrebbe potuto trasportare in modo sicuro, quando salpò da Accra con 442 schiavi il 18 agosto 1781. Generalmente le navi inglesi dell'epoca trasportavano 1,75 schiavi per tonnellata di capacità della nave: sulla Zong tale rapporto era di quattro per tonnellata. Una nave negriera inglese dell'epoca avrebbe imbarcato un massimo di 193 schiavi ed era estremamente insolito per una nave delle dimensioni relativamente piccole come quelle della Zong trasportarne così tanti.
Dopo essersi rifornita di acqua potabile presso São Tomé, la Zong iniziò, il 6 settembre, il suo viaggio attraverso l'Oceano Atlantico verso la Giamaica, compiendo quello che veniva definito Middle Passage ("passaggio di mezzo", ovvero la parte intermedia delle rotte commerciali triangolari che univano Europa, Africa e Americhe). Il 18 o 19 novembre la nave si avvicinò a Tobago nei Caraibi, dove sostò per rifornirsi d'acqua.
A questo punto, non era ben chiaro chi fosse responsabile della condotta della nave. Il capitano, Luke Collingwood, era da tempo gravemente malato, e colui che avrebbe dovuto sostituirlo, il primo ufficiale James Kelsall, era stato sospeso il 14 novembre dal servizio in seguito a una discussione. Robert Stubbs aveva comandato una nave negriera diversi decenni prima e così egli prese temporaneamente il controllo della Zong in assenza di Collingwood, pur non essendo un membro dell'equipaggio. Secondo James Walvin, la ripartizione della struttura di comando sulla nave potrebbe essere una delle spiegazioni per i successivi errori di navigazione che furono in seguito commessi e per la mancanza di verifiche sulle forniture di acqua potabile.

### Massacro

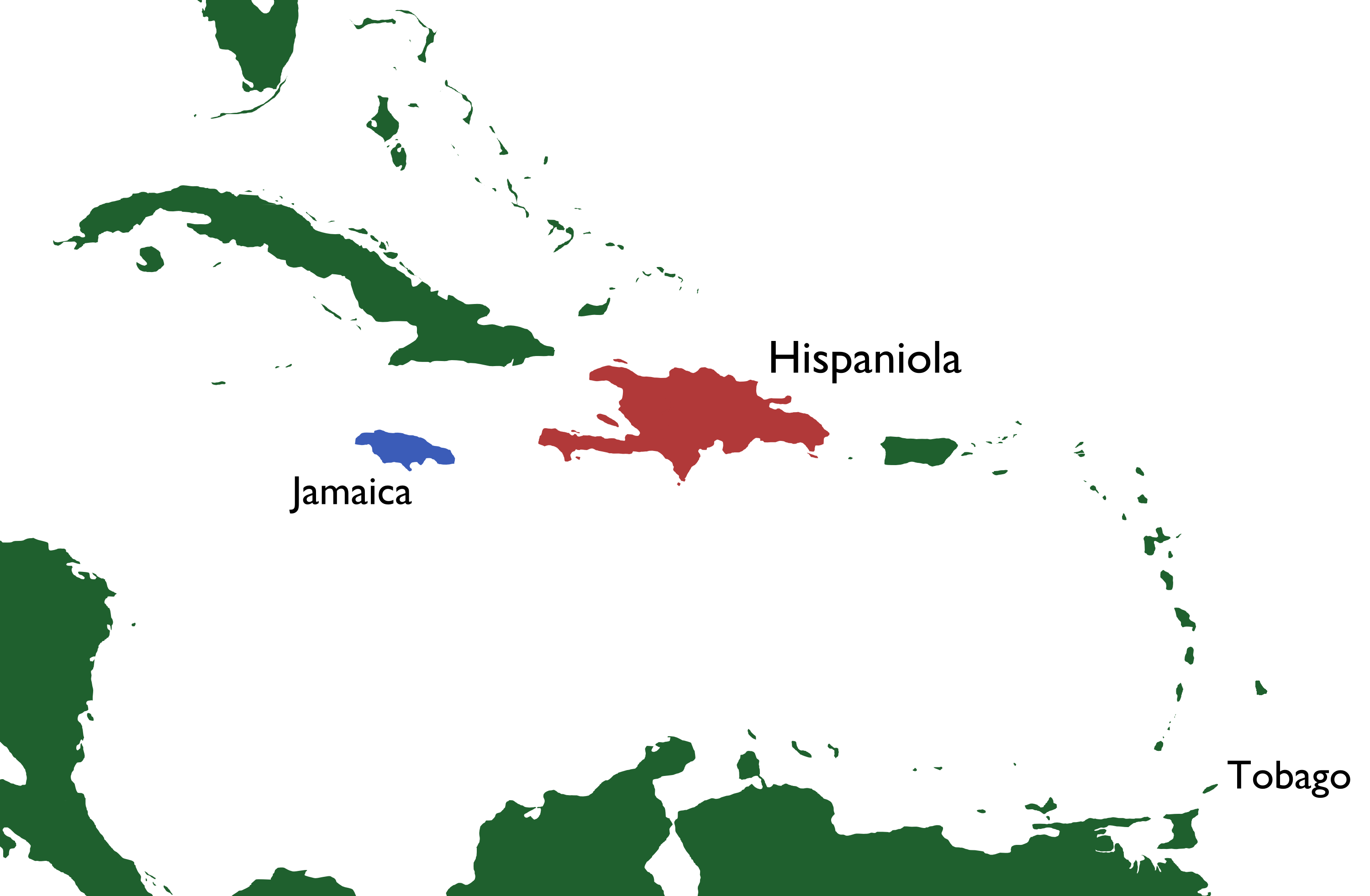
Mappa dei Caraibi, si vede Tobago, Hispaniola (in rosso) e Giamaica (in blu).

Il 27 o il 28 novembre la Giamaica fu avvistata a una distanza di 27 miglia nautiche (50 km), ma fu erroneamente identificata come la colonia francese di Saint-Domingue, sull'isola di Hispaniola. La Zong quindi continuò la sua rotta verso ovest, lasciandosi alle spalle la Giamaica. Questo errore fu riconosciuto solo quando la nave si trovò ormai a 300 miglia (480 km) sottovento dall'isola.
Il sovraffollamento, la malnutrizione, gli incidenti e le malattie avevano già ucciso parecchi marinai e circa 62 schiavi africani. James Kelsall dichiarò in seguito che vi era acqua solo per quattro giorni quando fu scoperto l'errore di navigazione, con la Giamaica ancora a 10-13 giorni di distanza.
Se gli schiavi fossero morti a terra, gli armatori di Liverpool non avrebbero goduto di alcun risarcimento dai loro assicuratori; allo stesso modo, se gli schiavi fossero deceduti per una "morte naturale" in mare, altresì l'assicurazione non avrebbe risposto. Ma se alcuni schiavi fossero stati espulsi per salvare il resto del "carico" o la nave stessa si sarebbe potuto rivendicare il danno; l'assicurazione della nave copriva la perdita di schiavi a 30 £ ciascuno.
Il 29 novembre l'equipaggio, riunito in assemblea, iniziò a prendere in considerazione la proposta di gettare in mare alcuni schiavi. James Kelsall dichiarò in seguito che era, in un primo momento, in disaccordo con tale intenzione, ma ben presto la proposta fu approvata all'unanimità. Il 29 novembre 54 donne e bambini furono gettati in mare dalle finestre della cabina; il 1º dicembre la stessa sorte toccò a 42 schiavi maschi che furono seguiti da 36 schiavi nei giorni successivi. Altri 10 schiavi si gettarono in mare come sfida alla disumanità degli schiavisti. Dopo aver sentito le urla delle vittime gettate in mare, uno schiavo chiese che ai restanti africani fosse negato cibo e acqua, piuttosto che essere gettati nel mare, ma la richiesta fu ignorata. Il racconto fatto durante il processo riferì che uno schiavo gettato in mare riuscì poi a risalire sulla nave.
Successivamente è stato sostenuto che gli schiavi furono gettati in mare perché la nave non aveva acqua sufficiente per mantenerli vivi per il resto del viaggio. Tale racconto fu successivamente contestato, poiché la nave possedeva ancora 420 galloni imperiali (1.900 litri) di acqua quando arrivò nella Giamaica il 22 dicembre. In una dichiarazione giurata fatta da Kelsall è stato segnalato che il 1º dicembre, quando 42 schiavi furono uccisi, piovve intensamente per più di un giorno, e ciò consentì di approvvigionarsi di sei botti d'acqua (sufficienti per undici giorni).

### Storia successiva della Zong
Il 22 dicembre 1781 la Zong arrivò a Black River, in Giamaica, con 208 schiavi a bordo, meno della metà di quelli che erano stati imbarcati in Africa. Gli schiavi furono venduti per un prezzo medio di 36 £ ciascuno. La legittimità della cattura della Zong  fu confermata dal tribunale del vice-ammiragliato giamaicano e la nave fu ribattezzata Richard of Jamaica; Luke Collingwood morì tre giorni dopo che la nave raggiunse la Giamaica, così da non poter testimoniare al procedimento giudiziario del 1783.

## Processo

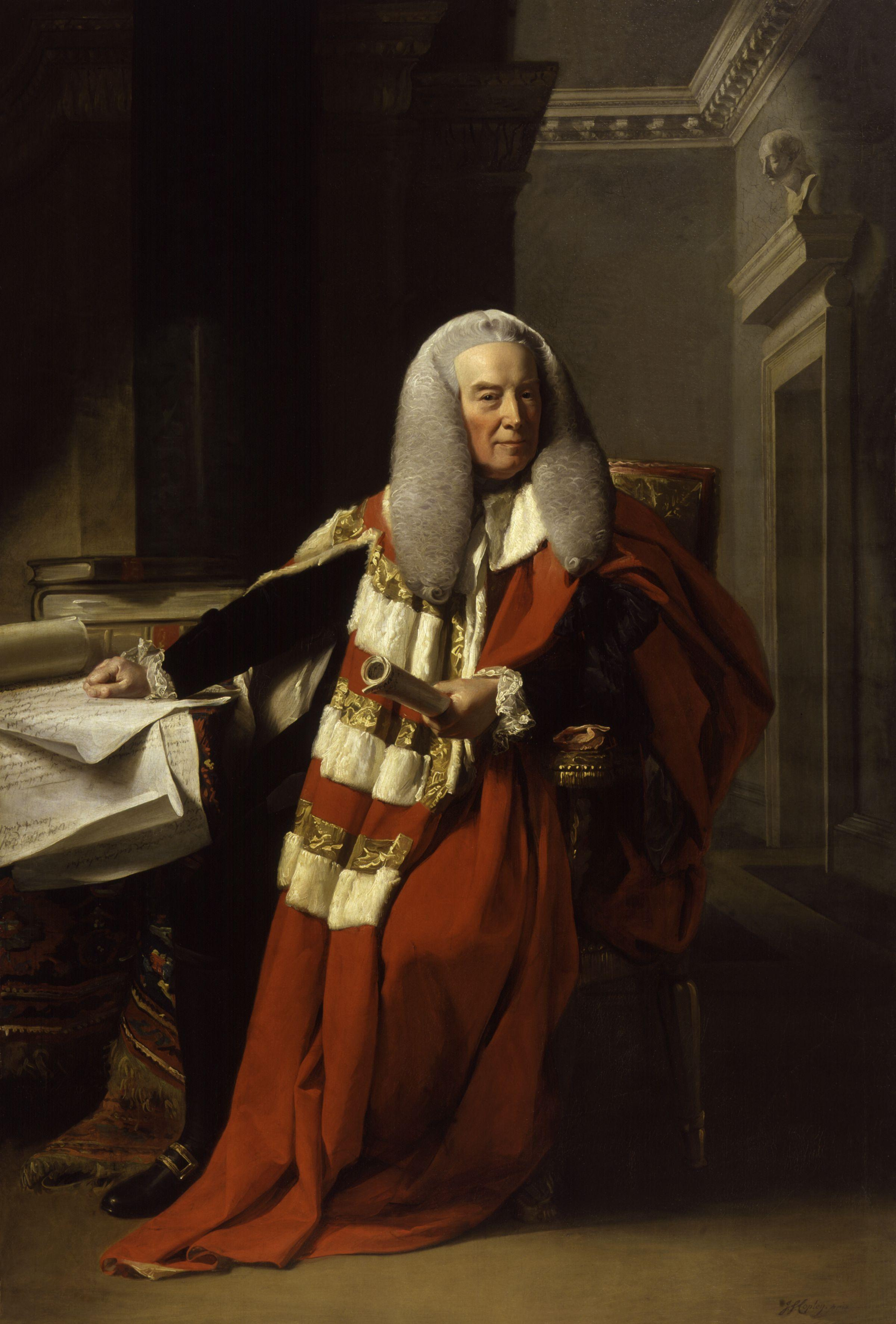
William Murray, I conte di Mansfield nelle sue vesti parlamentari.

Quando la notizia del viaggio della Zong raggiunse l'Inghilterra, i proprietari della nave chiesero ai loro assicuratori un risarcimento per la perdita degli schiavi; tuttavia, gli assicuratori rifiutarono di onorare il credito e quindi furono portati a giudizio da parte del gruppo di Liverpool. Il giornale di bordo della Zong scomparve prima che le udienze iniziassero, anche se il procedimento giudiziario fornì quasi tutte le prove documentali dell'avvenuto massacro; gli assicuratori accusarono che il registro di bordo fosse stato deliberatamente distrutto.
Quasi tutto il materiale originale superstite è di dubbia affidabilità. I due testimoni principali, Robert Stubbs e James Kelsall, erano fortemente motivati da scagionarsi da colpe. È possibile che i dati relativi al numero degli schiavi uccisi, della quantità di acqua rimasta sulla nave e la distanza da cui la Zong si era erroneamente allontanata dalla Giamaica fossero imprecisi.

### Primo procedimento
Il procedimento giudiziario iniziò quando gli assicuratori si rifiutarono di risarcire i proprietari della Zong. La controversia fu inizialmente discussa presso la Guildhall di Londra il 6 marzo 1783, con il Lord Chief Justice William Murray, I conte di Mansfield che supervisionava il processo davanti a una giuria. Mansfield, in precedenza, era stato il giudice nella causa Somersett del 1772, che riguardava la legittimità del tenere schiavi in Inghilterra.
Robert Stubbs fu l'unico testimone nel primo processo Zong e la giuria si espresse a favore degli armatori della nave. Il 19 marzo 1783, Olaudah Equiano, uno schiavo liberato, raccontò all'attivista anti-schiavitù Granville Sharp degli eventi a bordo della Zong, e il giorno seguente iniziarono a cercare una consulenza legale circa la possibilità di perseguire l'equipaggio della nave per omicidio.

### Appello alKing's Bench

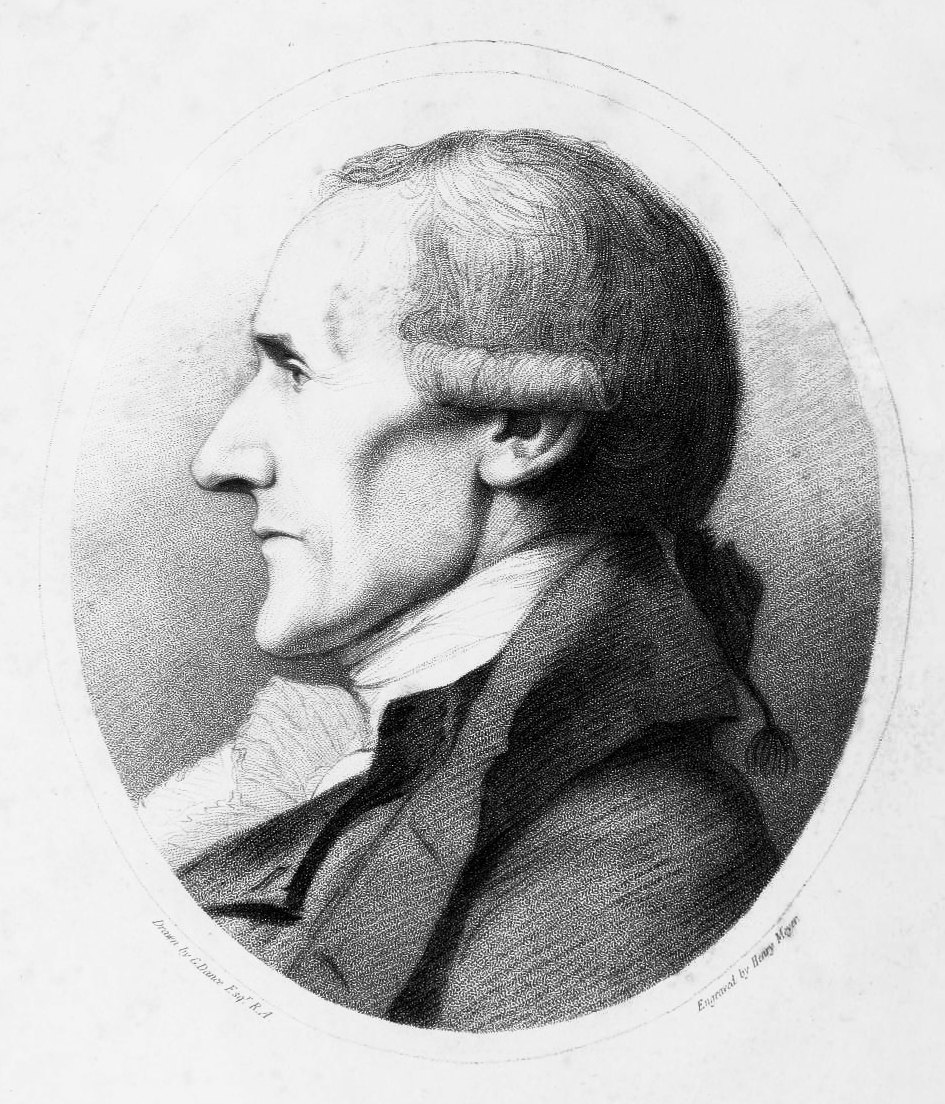
Granville Sharp, ritratto da George Dance.

Gli assicuratori della Zong fecero istanza di appello, e l'udienza si tenne presso la corte del King's Bench a Westminster Hall tra il 21 e il 22 maggio 1783 alla presenza dei giudici Sir Francis Buller e Edward Willes, oltre che dello stesso conte di Mansfield. Il solicitor general, John Lee, rappresentò i proprietari della Zong, come aveva fatto in precedenza nel processo alla Guildhall. Anche Granville Sharp presenziò al processo così come la segretaria che aveva impiegato per prendere una traccia scritta del precedente procedimento.
Riassumendo il verdetto raggiunto nel primo processo, Mansfield dichiarò che la giuria:
L'unico testimone della strage a comparire alla Westminster Hall fu Robert Stubbs, anche se una dichiarazione scritta di James Kelsall fu messa a disposizione degli avvocati. Stubbs sostenne che vi era "una necessità assoluta di gettare in mare i negri", poiché l'equipaggio ritenne che tutti gli schiavi sarebbero morti se alcuni non fossero stati gettati in mare. Gli assicuratori della Zong sostennero che Collingwood avesse compiuto un errore portando la barca oltre la Giamaica e che gli schiavi fossero stati uccisi al fine di ottenere un risarcimento: essi sostennero che Collingwood avesse fatto questa scelta poiché non voleva che il suo primo viaggio da comandante di una nave di schiavi non fosse redditizio. John Lee rispose che gli schiavi "perirono proprio come un carico di merce" e furono gettati in mare per il bene della nave, ma i legali degli assicuratori risposero che le argomentazioni di Lee non avrebbero mai potuto giustificare l'uccisione di persone innocenti e che le azioni perpetrate dall'equipaggio della Zong erano niente di meno che un omicidio. Come sostiene James Walvin, è possibile che Granville Sharp influenzò direttamente la strategia impiegata dai legali dell'assicurazione.
All'udienza fu stabilito che durante la serie di omicidi stesse piovendo: ciò portò Mansfield a ordinare un altro processo, poiché questo avrebbe fatto cadere la tesi in base alla quale l'uccisione degli schiavi fosse stata fatta a causa della penuria d'acqua e quindi giustificata dalla maggiore necessità di salvare la nave e il resto del suo carico umano. Uno dei giudici presenti affermò che le prove in loro possesso invalidavano il verdetto della giuria del primo processo, dove la carenza d'acqua fu attribuita alle cattive condizioni marittime piuttosto che a errori commessi dal suo capitano, come in realtà fu. Mansfield concluse che gli assicuratori non potevano essere responsabili delle perdite dovute a errori commessi dal personale della Zong.
Non vi sono prove che testimonino l'avviamento di successivi procedimenti legali. Nonostante gli sforzi di Sharp, nessuno fu processato per l'omicidio degli africani. Successive disposizioni limitarono l'ambito assicurativo in materia di schiavi e resero illegali forme di assicurazione contro "tutti gli altri pericoli, perdite e disgrazie" (una frase simile contenuta nella polizza d'assicurazione della Zong era stata messa in evidenza dai difensori dei proprietari degli schiavi durante il processo davanti al King's Bench). Una sintesi del ricorso venne pubblicata nel 1831 nei Nominate reports come "Gregson v Gilbert (1783) 3 Doug. KB 232".

### Motivazioni di Mansfield
Jeremy Krikler sostenne che il Lord Chief Justice Mansfield avesse come interesse principale quello di assicurarsi che il diritto commerciale rimanesse il più possibile favorevole al commercio estero della Gran Bretagna, e di conseguenza fu desideroso di sostenere il principio di "avaria generale", anche in relazione all'uccisione di esseri umani: questo principio asserisce che un comandante che si liberi di una parte del suo carico, al fine di salvare il rimanente, può rivendicare la perdita ai suoi assicuratori, ed emettere una sentenza a favore degli assicuratori avrebbe pertanto notevolmente indebolito questa tesi. La rivelazione della pioggia scesa prima della fine degli omicidi costrinse Mansfield a ordinare un nuovo processo, lasciando il concetto di "avaria generale" intatto; egli sottolineò che il massacro sarebbe stato giuridicamente giustificato e la richiesta di risarcimento dei proprietari sarebbe stata valida se la carenza di acqua non fosse dovuta ad errori commessi dal comandante.
Per giungere a queste conclusioni, Krikler commentò che Mansfield ignorò il giudizio del suo predecessore, Matthew Hale, che sostenne che l'uccisione di innocenti nel nome della autopreservazione era illegittima; tale sentenza fu importante, un secolo più tardi, durante il processo R v Dudley and Stephens che riguardò la giustificabilità di atti di omicidio in mare. Mansfield, inoltre, non riconobbe un altro importante principio giuridico: nessuna richiesta di risarcimento può essere legale se nata da un atto illegale.

## Impatto sul movimento abolizionista

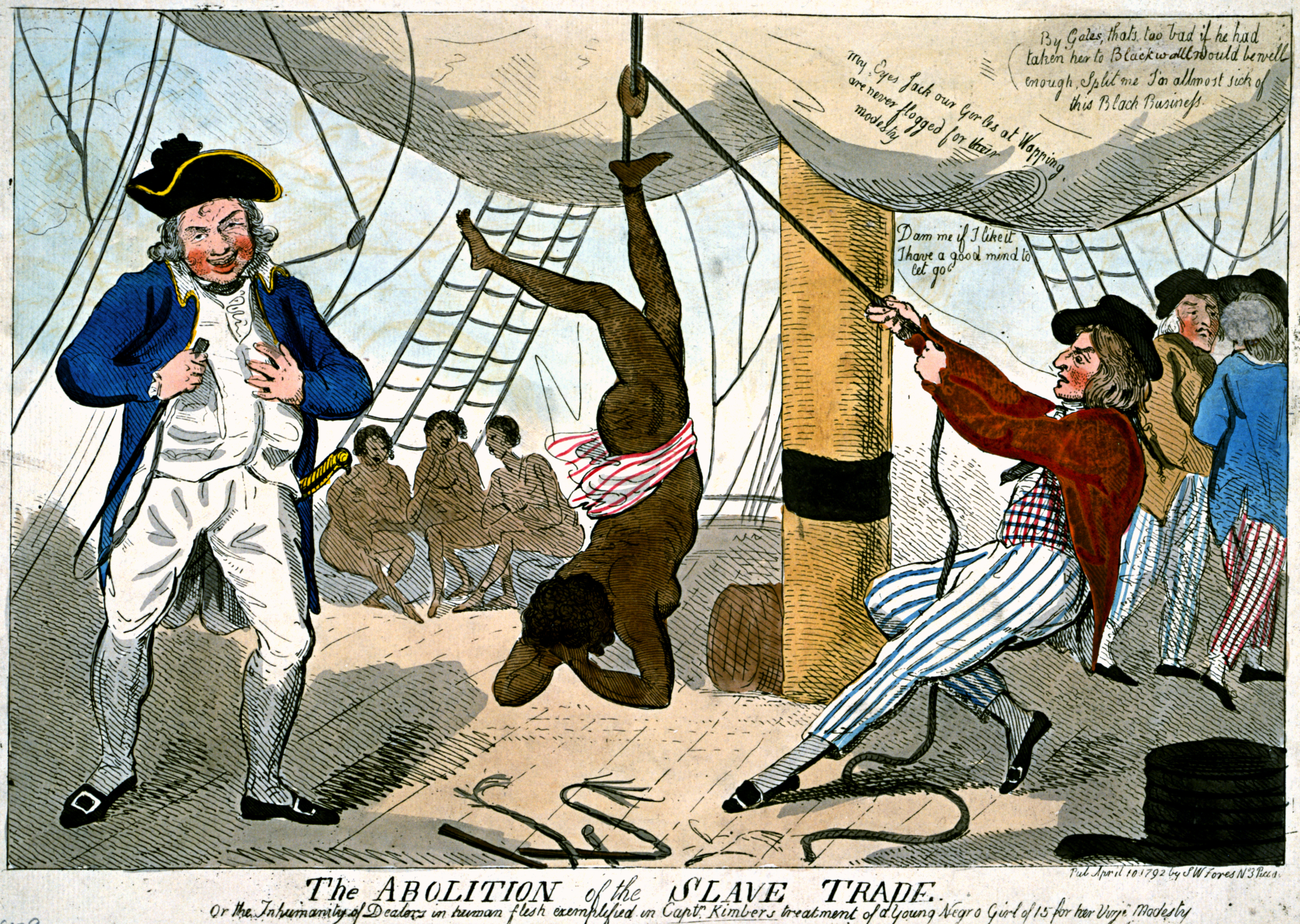
Rappresentazione di tortura ai danni di una schiava africana da parte del capitano John Kimber. Diversamente dall'equipaggio della Zong, Kimber fu processato per l'omicidio di due schiave e il processo produsse una notevole copertura mediatica.

Granville Sharp iniziò un'attiva campagna per rendere l'opinione pubblica consapevole del massacro, scrivendo lettere ai giornali, ai Lords Commissioners of the Admiralty e al Primo Ministro, il duca di Portland, dai quali non ebbe mai risposta. La prima notizia riguardante la strage sulla Zong fu riportata, nel marzo 1783, da un unico giornale londinese: era il primo rapporto pubblico del massacro, e appariva 18 mesi dopo l'evento.
Nonostante questi ritardi, gli sforzi di Sharp ebbero un certo successo. Nell'aprile 1783 inviò un resoconto della strage a William Dillwyn, un quacchero contrario alla tratta degli schiavi. L'Assemblea annuale londinese della Società degli Amici decise poco dopo di iniziare una campagna contro la schiavitù e una petizione, firmata da 273 quaccheri, fu presentata al Parlamento nel luglio 1783. Sharp inviò lettere anche ai vescovi anglicani e a coloro che dimostravano simpatia per la causa abolizionista.
L'impatto immediato della strage della Zong sull'opinione pubblica fu molto limitato dimostrando, come notò lo storico di abolizionismo Seymour Drescher, la sfida alla quale i primi abolizionisti dovevano far fronte. Tuttavia grazie agli sforzi di Sharp il massacro della Zong divenne un tema importante nella letteratura abolizionista e tali eventi furono discussi dagli attivisti Thomas Clarkson, Ottobah Cugoano, James Ramsay e John Newton nelle loro opere; questi racconti spesso omisero i nomi della nave e del capitano, creando così "un ritratto di abuso che poteva essere attribuito a una qualsiasi nave negriera". Il massacro offrì un fulgido esempio degli orrori della tratta degli schiavi, stimolando lo sviluppo del movimento abolizionista in Gran Bretagna, che crebbe notevolmente di dimensioni e di influenza nel tardo 1780.
Le descrizioni del massacro della Zong continuarono ad apparire nella letteratura abolizionista anche nel XIX secolo. Nel 1839, Thomas Clarkson pubblicò la sua History of the Rise, Progress, and Accomplishment of the Abolition of the African Slave Trade, che comprendeva un resoconto degli eventi; il libro di Clarkson ebbe un'importante influenza sull'artista William Turner che presentò un dipinto alla mostra estiva della Royal Academy of Arts nel 1840 intitolato The Slave Ship: il dipinto raffigura una nave da cui venivano gettati un certo numero di schiavi ammanettati per essere divorati dagli squali. Alcuni dei dettagli del quadro, come le catene indossate, sembrano essere stati direttamente influenzati dalle illustrazioni del libro di Clarkson. Il dipinto apparve in un momento importante nel movimento abolizionista, anticipando di un mese il primo convegno mondiale contro la schiavitù che si tenne a Londra. Il dipinto fu ammirato dal suo proprietario, John Ruskin, e fu descritto dal critico Marcus Wood come una delle poche rappresentazioni dell'arte occidentale veramente grandi della tratta atlantica degli schiavi.

## Nella cultura moderna

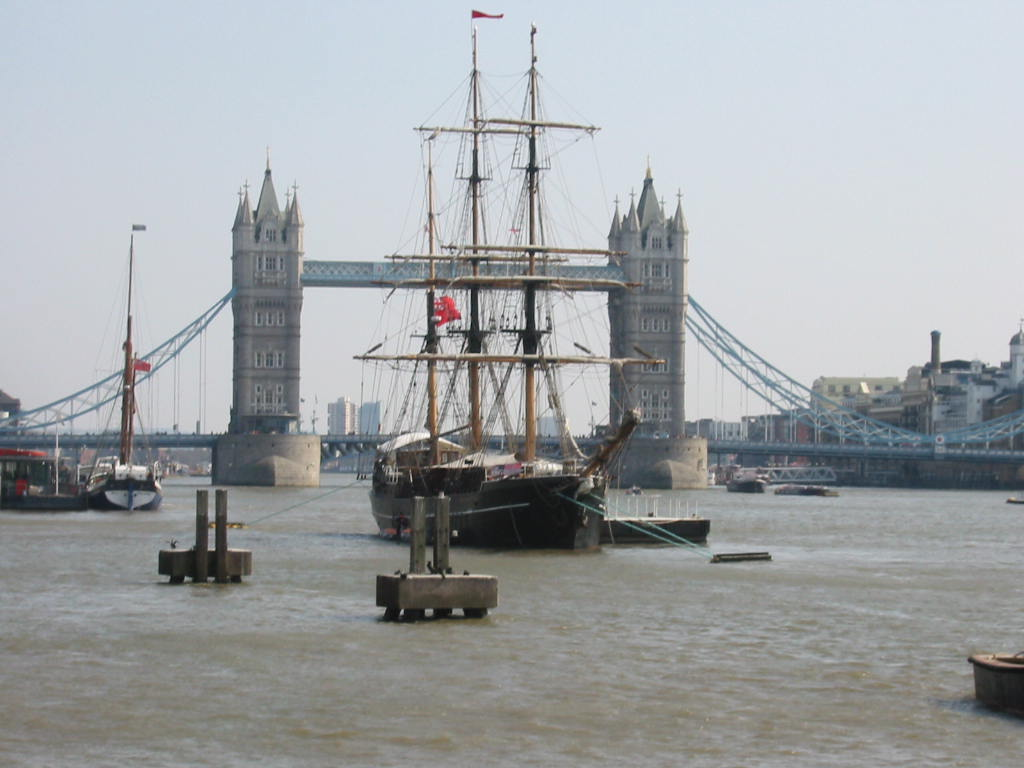
Un veliero simile alla Zong davanti al Tower Bridge di Londra durante la commemorazione del 200º anniversario dell'abolizione della schiavitù avvenuta nel 1807.

La tragedia della Zong ha ispirato numerose opere della letteratura. Il romanzo Feeding the Ghosts (1997) di Fred D'Aguiar racconta la storia di uno schiavo africano che sopravvive dopo essere stato gettato in mare dalla Zong. Nel romanzo, il diario della schiava Mintah è perso, a differenza di quello di Granville Sharp; secondo la storica culturale Anita Rupprecht, ciò simboleggia il silenzio delle voci degli schiavi circa il massacro. Il libro di poesie pubblicato nel 1998 di M. NourbeSe Philip, Zong!, si basa sugli eventi riguardanti il massacro e utilizza i resoconti del processo come fonte. Il dramma di Margaret Busby, An African Cargo, messo in scena dalla compagnia teatrale Nitro al Greenwich Theatre nel 2007, ha affrontato la vicenda del massacro.
Anche il romanzo 'Mercanti di sangue (in lingua originale "Blood and sugar") di Laura Stepherd-Robinson tratta un caso ispirato a quello della Zong, il cui nome è però cambiato in Angelo nero; alla fine del romanzo la vicenda si ricollega alla storia vera citando alcuni abolizionisti realmente esistiti e la Zong stessa.
Il primo episodio della seconda serie del programma televisivo Garrow's Law è vagamente basato sugli eventi giuridici derivanti dalla strage.
Nel film storico biografico La ragazza del dipinto (Belle) del 2013 diretto da Amma Asante, sulla vita di Dido Elizabeth Belle, figlia naturale di un nipote del Lord Chief Justice Mansfield, è trattata anche la vicenda del processo di appello del caso Zong.

### Commemorazioni nell'anniversario dell'abolizione
Nel 2007 una lapide è stata eretta a Black River, in Giamaica, vicino al punto dove la Zong sarebbe approdata. Un veliero simile alla Zong ha attraversato il Tower Bridge a Londra nel marzo 2007 per commemorare il 200º anniversario della emanazione dello Slave Trade Act del 1807, atto con cui fu abolita la schiavitù; la nave è stata accompagnata dalla moderna fregata HMS Northumberland, che ospitava a bordo una mostra per commemorare il ruolo della Royal Navy nella repressione della tratta degli schiavi dopo il 1807.